# マムート・スポーツ・グループ
マムートは、スイス・アールガウ州ゼオンに本社を置くマムート・スポーツ・グループ（Mammut Sports Group AG ）が展開するスイスの登山用品製造ブランドである。MAMMUT（マムート）はドイツ語でマンモスを意味する。
1862年に、カスパー・タナー（Kaspar Tanner ）によってレンツブルグ近郊のディンティコンで設立された。世界50以上の国・地域で展開されるグローバルブランドである。
クライミングロープの製造から始まり、アルパイン用品に強みを持つ。
日本では、同社の日本法人であるマムートスポーツグループジャパン株式会社が製造・販売を行っている。

## 製品
ウェア、フットウェア、バックパック、ロープ、ビーコン、エアバッグ、ハーネス、ヘルメット

## 沿革
- 1862年 - Kasper Tanner（カスパー・タナー）がスイス・ディンティコンにロープ工場を設立。
- 1943年 - Mammut Seile（マムートザイル）という名のロープが登場。
- 1950年 - 登山用化学繊維製ロープ、セーリング用シート、その他スポーツ向けに多岐にわたるロープとネット類等の商品を開発。
- 1962年 - 設立100周年。
- 1964年 - 弾力性によって落下時のエネルギーを吸収する、初のダイナミックロープを製造。
- 1978年 - GORE-TEX(R)を採用したALTITUDE PANTSを発表。
- 1984年 - スイスの素材メーカーSchoeller社と共同で、縦横２wayにストレッチする素材を使った、最初のクライミング/登山用パンツを発表。これが世界初のソフトシェルとも言われている。
- 1984年 - Arova-MAMMUT AGに社名を変更。初めてMAMMUTの文字が社名に表記される。
- 1990年 - 「MAMMUT EXTREME」コレクションを発表。独自の構造、革新的な素材、悪い視界でも目立つ印象的なオレンジとブルーが特徴で、トップアスリート向けの当コレクションによりグローバルでの認知度が広がる。
- 1994年 - 現在のブランドロゴに変更。
- 2003年 - 長い歴史をもつスイスの登山フットウェアブランド「Raichle（ライケル）」を買収。フットウェアカテゴリーにおいても高い品質と機能性を備えたラインナップ拡大。
- 2006年 - アバランチビーコン「PULSE Barryvox®」発売開始。
- 2007年 - マムートスポーツグループジャパン設立。
- 2008年 - 数十名～100名以上もの人を集め実際に山岳環境で撮影をする、ユニークなブランドキャンペーンクリエイティブが開始。最初のテーマは、"Sleeping Bags"。
- 2008年 - 日本初の直営店「MAMMUT STORE表参道」を東京・表参道にオープン。
- 2012年 - 設立150周年。これを記念して、世界150の山頂を、世界中のマムートファンと登る「150 Mountain PEAKS PROJECT」を展開。
- 2015年 - Oliver PabstがマムートスポーツグループAG（スイス）CEOに就任。

## 国内直営店
2023年7月現在、国内で6つの直営店、5つのアウトレット店を展開。

### 直営店
- 札幌
- 仙台
- 渋谷
- 新宿
- 横浜
- 大阪

### アウトレット
- 札幌
- 木更津
- 御殿場
- りんくう
- 倉敷